# Политическа партия
Вижте пояснителната страница за други значения на Партия.
Политическите партии (на гръцки: Πολιτική – изкуство за управление на държавата; на латински: pars – част) са свободни сдружения на граждани, създадени с цел да формират и изразяват политическата воля на народа чрез избори или по друг демократичен начин.
Всички партии имат равни права на участие в политическия живот. Държавата им съдейства при еднакви условия за решаване на техните въпроси по осъществяване на дейността им. Отделните страни имат различни закони за политическите партии.

## История
Терминът „партия“ (на латински: pars/partis – част, клон, отдел) съществува от древноримските времена, а терминът „политическа партия“ в смисъла, в който го разбираме сега, е произведение на съвременната епоха. Различните политически групи, клубове и клики са толкова стари, колкото и самата политика, но политическите партии в съвременния им смисъл са тясно свързани с формирането и развитието на представителната демокрация и нейните основни елементи – парламентарните форми и методи за организиране и упражняване на властта.
Съвременните партии водят началото си от 19 век. Това се дължи на въвеждането в редица западни страни на всеобщото избирателно право, маркиращо приобщаването на широките слоеве от населението към решаване на важния въпрос на политическия живот – утвърждаването на държавна власт чрез избори.
В Европа в средата на 19-и век либералите са първите, които основават своя организация със собствена идеология и група в парламента. Първите такива организации са Прогресивната партия в Германия, Белгийската либерална партия и др. По техния пример подобни организации създават и консерваторите, например „Клуба на консерваторите“ в Англия. И едните, и другите дълго време не се смятат за партии, а за обединения на хора с еднакви възгледи. По-нататъшното разширяване на избирателното право ги подтиква да укрепят партиите си организационно.
Необходимо е да се прави разграничение между партии, възникнали в качеството на парламентарни в рамките на самия парламент, и извънпарламентарни партии. Първите се появяват сравнително рано и се третират като част от конституционния механизъм. След това образувалите се обществени групи започват да приемат тези партии като изразители на интересите си. Самите партии, от своя страна, предприемат усилия за привличане на членове в редиците си, както и по организирането на подкрепа сред тези групи. По този начин действа британската Консервативна партия, която се е образувала в парламентарните структури. Точно обратното, Лейбъристката партия първоначално се образува като извънпарламентарна организация сред британското работническо движение и едва по-късно става парламентарна партия. В континентална Европа, където традицията на конституционна опозиция се появява сравнително по-късно, повечето партии възникват извън парламента — първоначално от различни клубове, студентски организации, синдикати, селски кооперации и др.
Френската революция, която се превръща в повратна точка в прехода от феодализъм към капитализъм, дава силен тласък на формирането на европейския континент на различни консервативни групи, които наричат себе си „аристократи“, „роялисти“, „придворни партии“, а през втората половина на 19 и началото на 20 век формират консервативните партии. В действителност те възникват като реакция и противовес на либералните партии.
Малко по-късно започват да се появяват партии, в чиято организационна основа е заложен стремежът да обединят трудещите се маси, преди всичко работническата класа, за борба срещу експлоататорите им, съществуващия капиталистически социално-политически ред и за създаването на ново общество без класови противоречия. Към тези партии се отнасят предимно социалистическите и социалдемократическите партии, бързият растеж на които е свързан с дейността на Втория интернационал. Те възникват и се развиват въз основа на марксистката идеология и в първоначалния етап от дейността си не се стремят да участват в предизборни кампании, за да спечелят изборите и по този начин да получат властта — отначало те нямат реални възможности за това. Едва по-късно, след като укрепват, тези партии започват да участват в работата на парламентите и преди всичко, да популяризират програмите си. Произходът на тези партии е свързан със социалната им и идеологическа ориентация.
Работническите партии се появяват в хода на борбата против капиталистическата система, селските партии — като реакция срещу индустриалното развитие, християнските партии — в борбата срещу светските и антиклерикални движения, комунистическите — срещу социалдемокрацията, фашистките — срещу демокрацията и т.н.
Слоевете на обществото, сред които дадената партия се ползва с най-голямо влияние и които я подкрепят за дълъг период, са нейната социална база, а избирателите, които редовно гласуват за нея — електората ѝ. Традиционната социална база на социалдемократическите партии в Европа е работническата класа; либералдемократическите са поддържани от средните слоеве на населението (военни, интелигенция, малки предприемачи и др.); селските партии се опират на селяните; консервативно ориентираните партии получават поддръжката на големите собственици, част от селяните и средните слоеве.
Всяка партия е създадена за защита на интересите на определена социална група. Постепенно тя привлича към себе си нови и нови слоеве избиратели. В резултат на това, повечето партии прерастват в обединения, в които интересите на различни социални групи са представени в различни съчетания. По тази причина, по правило, партиите са нееднородни и имат фракции – групи, отстояващи възгледи, отличаващи се от общите възгледи на партията. Често политиката на дадена партия се разработва в рамките на вътрешните борби между различни фракции и течения.
В различни страни партиите, дори без изрично конституционноправно признание, започват да играят роля във функционирането на институционалната рамка: съставят списъци с кандидати, надзирават избирателните процедури, намесват се в изборите и дори участват в номинирането на парламентарни органи. Но те нямат конституционно признание до края на Втората световна война.
След края на войната партиите започват да постигат институционално признаване в конституции и разпоредби, специално посветени на политическите партии. Формулират се правила под различна форма и с различна степен на съпричасност, които признават ролята на партиите във функционирането на демократичните механизми. По този начин в италианската конституция от 1947 г., в основния закон на Федерална република Германия от 1949 г. и във френската конституция от 1958 г., политическите партии са включени като основен инструмент за политическо посредничество между обществото и политическите институции.
След падането на последните диктатури в Западна Европа (Гърция през 1975 г., Португалия през 1976 г. и Испания през 1978 г.), тези държави също започват да изграждат демократични режими, които включват политическите партии в новите си конституционни структури.
Последни страните от Централна и Източна Европа, след падането на комунистическите режими през 1989 г., признават политическите партии в основните си закони, премахвайки съществуващият дотогава еднопартиен монопол.

## Класификация на партиите
1. По социално-класови критерии:
  1. буржоазни
  2. на трудещите се
2. По организация (по критерии на Морис Дюверже):
  1. масови
  2. кадрови
3. По степен на участие във властта:
  1. управляващи
  2. опозиционни
4. По характер на целите и задачите:
  1. консервативни
  2. реакционни
  3. радикални
5. По идеология:
  1. консервативни
  2. либерални
  3. социалистически
  4. комунистически
  5. националистически
  6. фашистки
  7. зелени
  8. клерикални
6. По място в партийния спектър:
  1. леви
  2. центристи
  3. десни
7. По организационна структура:
  1. от класически тип
  2. движение
  3. политически клуб

## Идеалните типове партии
Политолозите Ричард Хънтър и Лари Дайъмънд идентифицират пет различни вида „идеални“ политическите партии:
- партии на елита,
- народни/масови партии,
- етническо-ориентирани партии,
- избирателни обединения
- партии на едни или други движения.

Всеки вид има и допълнителни разклонения, например, избирателните обединения се разпределят на 1) индивидуални, 2) партии, целящи да обхванат мнозинството и 3) програмни обединения. Така например, Демократическата партия на САЩ принадлежащи към втория тип, а Републиканската партия – към третия.

## Функции на партиите
- Представителство на интересите. Партиите са важен изразител на интересите на социалните класи, слоеве и групи, като трансформират големия брой разнообразни и специфични нужди и изисквания по систематичен и лесен за работа начин. Освен това, докато лобитата изразяват само определени интереси, политическите партии като правило подбират, рационализират и опростяват интересите на различни групи, комбинирайки ги в единна система. Много от тези изисквания се отхвърлят въз основа на тяхното несъответствие с партийната идеология. По този начин политическите партии са важен фактор при определянето на избора, систематизирането и изразяването на обществените интереси в политиката.

- Комуникативна функция. Много западни автори наблягат особено на тази функция на политическите партии, като отбелязват, че те най-вече осигуряват връзката между тези, които упражняват политическата власт и тези, към които тя се прилага, т.е. почти всички други граждани. Партията, по този начин, служи като канал за изразяване и формиране на идеи, цели и задачи, както нагоре — към върха на пирамидата, така и надолу — до най-ниските социални слоеве, и това е от решаващо значение за политическото управление на обществото. В една конкурентна партийна система каналът за комуникация (връзка) е интензивен и постоянен. Въпреки това, дори и в такава система, партията работи като средство за изразяване и разпространяване на информация и влияние върху общественото мнение. Морис Дюверже отбелязва, че партийната система е в по-малка степен отражение на общественото мнение, отколкото общественото мнение – проекция на партийната система. В еднопартийна система, в която има само една управляваща партия, потокът на политическата комуникация е насочен предимно надолу.

- Формиране и избор на политическите елити и социализация. Партиите са основният механизъм за попълването на елита, като селектира и подготвя кандидати за политически постове на всички нива на политическата пирамида. Подборът на кандидатите в рамките на партиите често е по-критичен етап от последващите национални или регионални избори. Това важи за всички партийни системи, включително и еднопартийните. В системата на пропорционално представителство на партийните листи, които са преобладаващи в континентална Европа, позициите на кандидатите в списъка на практика се определят от техните шансове на изборите. Каквато и да е избирателната система, предварителният подбор на кандидатите за държавните постове нерядко е правен от партийните лидери. Често обществените ценности и политически предпочитания се предават от поколение на поколение. Например в Обединеното кралство и Съединените щати много избирателни райони поддържат кандидатите на една и съща политическа партия повече от век.

- Разработване на политики и прилагане на политически курс. В една управляваща партия лидерите ѝ, участващи в политическото управление, решават проблемите при създаването, организирането и осигуряването на изпълнението на целите – както за обществото, така и за националните интереси на държавата. Политическите партии са основните движещи сили в съвременната епоха. Така големите обществени трансформации в Съветския съюз и Китай, извършени през миналия век, са проведени от „авангарда на пролетариата“ – Комунистическата партия, което довежда до радикална и фундаментална социална промяна. Националистическите партии в по-голямата част от развиващите се страни също изиграват ключова роля при осигуряването на независимост и по-нататъшното консолидиране на нови нации. Този процес може да се наблюдава при разпадането на Съветския съюз и Югославия. Политическите партии задават посоката и вземат или възнамеряват да вземат активно участие в изпълнението на държавната политика.

- Функции на социалната интеграция. Политическите партии, с които се свързват определени идеологически ценности във връзка с упражняването на политическата власт, са обект на емоционална привързаност – лоялност или враждебност. Това има значително въздействие върху общественото мнение и поведението на гражданите (избирателите). Партиите играят ролята на лакмусова хартия – социален индикатор и съответно – на интегриращ фактор за различни социални групи и общности, които виждат в съответната политическа партия изразител на нуждите и интересите си и на които възлагат надеждите си за решаване на социалните си проблеми.

## Цветове, емблеми и знамена на партиите
По целия свят политическите партии асоциират себе си с определени цветове (до голяма степен за да се отличават от другите на изборите). Червеният, като правило, е цветът на левите партии: комунисти, социалисти и т.н. Цветът на консервативните партии е синият и/или черният. Изключение представляват партиите в САЩ – цветът на републиканската партия е червен, а на демократичната син.
Розовият цвят е запазен за социалдемократите, жълтият за либералите. Зеленият се асоциира с партията на зелените (защитниците на обкръжаващата среда, на природата) и ислямистките партии. Пурпурният се счита за цвят на монархията (както и белият), но рядко се използва от съвременните политически партии. Кафявият обикновено се свързва с фашистките и неонацистките партии, а черно или червено и черно е цветът на анархистите.
Класическата емблема на социалистическите партии е червената роза. Комунистите използват сърп и чук. Символите могат да повлияят сериозно на успеха на партията и нерядко са свързани с ключови предмети от живота на народа. Емблемата на нацизма — свастиката, е приета като почти универсален символ за почти всяка организирана група на бели расисти, въпреки че датира от по-древни времена.
Символите могат да бъдат много важни, когато като цяло електоратът е неграмотен. В изборите в Кения през 2005 г., поддръжниците на конституцията използват като символ банан, а противниците им — портокал.

## Финансиране на партиите
Политическите партии се финансират от:
- Състоятелни партийни членове и други физически лица
- Организации, които споделят техните политически идеи и които се възползват от тяхната дейност
- Данъкоплатците, съответно от общите приходи от данъци и такси (чрез безвъзмездни средства, които се наричат държавна помощ, правителствено или обществено финансиране).
- Чуждестранни източници

Политическите партии, наричани още политически фракции, са лобирани енергично от организации, бизнеса и специални групи като профсъюзите. Пари и подаръци в натура могат да бъдат предложени като стимул. Такива дарения са традиционен източник на финансиране за всички партии надясно от центъра, но могат да са и източник на корупция. Левите партии обикновено събират членски внос, който е няколко процента от дохода.
Такива дейности са довели до изисквания мащабът на даренията да бъде ограничен. Тъй като разходите за предизборните кампании нарастват, изискванията към партийните фондове нарастват също. Има две основни категории на финансиране — директно, което води до трансфер на пари, и косвено, което включва време за излъчване по държавните медии и използването на пощенски услуги или доставки. Според сравнителни данни от извадка от над 180 нации, 25% от народите не предоставят пряко или непряко публично финансиране, 58% осигуряват директно публично финансиране и 60% осигуряват косвено публично финансиране.

## Наименования на политическите партии
Наименованието на партиите може да отразява партийната идеология (Комунистическа партия, Съюз на десните сили), основната цел (задача) на дейността на партията (Руска партия за поддръжка на малкия и средния бизнес, Партия за възраждане на Русия); социална (Партия на пенсионерите), национална (Руска партия), религиозна (Християнски демократически съюз) или друга група, чиито интереси партията отстоява. Названието на партията може да отразява историята на възникването ѝ, както е в случая с руската „Единна Русия“: първоначалното име на партията, „Всерусийска политическа партия „Единство и Отечество – Единна Русия““ отразява в себе си названията на учредителите – обединение на партиите „Единство“, „Отечество“ и „Цяла Русия“. Названието може да бъде и просто запомняща се марка, без да носи особен смисъл. Съществуват и други подходи за наименуване на партиите, например, използване на началните букви от имената или фамилиите на основателите ѝ (руската „Яблоко“ – Явлински, Болдирев, Лукин).
В отделни европейски държави (Великобритания, Словения, Хърватия) е прието, че наименованието на политическата партия не може да съдържа името на други държави. Например, във Великобритания политическата партия в своето име може да използва само думите „Британия“, „британски“, „Англия“, „английски“, „национален“, „Шотландия“, „шотландци“, „шотландски“, „Обединено кралство“, „Уелс“, „уелски“, „Гибралтар“, „гибралтарски“ и производните им комбинации.

## Системи

### Безпартийна
В безпартийната система или не съществува официално зарегистрирана политическа партия, или законът забранява появата на партии. В безпартийните избори всеки кандидат представя себе си и е ярък и самостоятелен политик. Исторически пример на подобна система е администрацията на Джордж Вашингтон и конгреса на САЩ.
Днес съществуват няколко безпартийни държави. Като правило са абсолютни монархии: Оман, Обединените арабски емирства, Йордания и Бутан (до 2008 г.). В тези страни съществува или пряка забрана на политическите партии (Гана, Йордания), или отсъстват предпоставки за тяхното създаване (Бутан, Оман, Кувейт). Сходна може да бъде ситуацията при влиятелен глава на държавата, когато разрешените партии имат неголяма роля (Либия).

### Еднопартийна
В еднопартийната система официално е разрешена само една политическа партия. Нейната власт е закрепена със законодателство и е неоспорима. Съществува вариация на тази система, когато съществуват също малки партии, от които законодателно се изисква да признават лидерството на основната партия. Нерядко при подобно положение позицията вътре в партията може да е по-важна от позицията в държавния апарат. Класически пример на страна с еднопартийна система – СССР (макар че в СССР официална забрана на другите партии никога не е имало).
В система с една доминираща партия дейността на партиите е разрешена, редовно се провеждат избори, обществото има демократични традиции. Независимо от съществуването на опозиция на изборите винаги побеждава доминиращата партия, която постоянно обновява своя кадрови потенциал и програма, изпреварвайки опозицията с нови идеи. Пример от новата история е Япония в лицето на либерално-демократическата партия, а също Русия в началото на XXI век.

### Двупартийна
Двупартийната система е характерна за държави като САЩ и Ямайка. При тях има две доминиращи партии, а също така такива условия, при които една партия практически няма възможност да получи необходимия превес над другата. Възможен вариант може да бъде една силна лява и една силна дясна партия. Отношенията в двупартийната система са описани за първи път подробно от Морис Дюверже и носят названието закон на Дюверже.

### Многопартийна
В многопартийната система има няколко партии с реални шансове за широка подкрепа от населението. В държави, подобни на Канада и Великобритания, може да има две силни партии и трета, достигаща достатъчен успех на изборите, за да представлява реална конкуренция на първите две. Тя нерядко заема второ място, но практически никога официално не възглавява правителство. Поддръжката на тази партия може в някои случаи да наклони везните на една или друга страна.
Класически пример са политическите системи в европейските страни, как Нидерландия, Белгия, Дания, Швеция, Чехия, Германия, Италия Ирландия, Сърбия, Латвия, Естония и Израел.

## Политически спектър
Напоследък политическите анализатори и политиците разделят политиката на лява и дясна в политическия спектър. Политически партии се делят на няколко основни вида — леви, центристки и десни. Към левите партии обикновено спадат анархистичните, социалистическите и комунистическите. Партията на зелените се състои обикновено от природозащитници. Християндемократическите, националистическите и консервативните партии обикновено се считат за десни. Съществуват и либерални партии.
Разделението дясно-ляво в политическото пространство е обект на дълги дискусии, като се намесват критерии за разграничение като свободата и равенството и най-вече различното им схващане. Според италианския политолог Норберто Бобио, различието между дясното и лявото не са едно дясно равенство и едно ляво равенство, а спрямо различния начин на схващане на отношението равенство-неравенство отдясно и отляво.

## Международни организации на политическите партии
През 19 и 20 век, много национални политически партии се организират в международни организации по сходни политически възгледи. Известни примери за това са Универсалната партия, Международното работническо сдружение (наричано също Първи интернационал), Социалистическия интернационал (наричан Втори), Комунистическия интернационал (също така наричан Трети) и Четвъртия интернационал като организации на партиите на работническата класа или Либералния интернационал (жълт), Хизб ут-Тахрир, Християндемократическия интернационал и Международния демократичен съюз (синьо). Организирана в Италия през 1945 г., Международната комунистическа партия (от 1974 г. със седалище във Флоренция) има секции в шест страни. Зелените партии сравнително скоро създават Глобалните зелени. Универсалната партия, Социалистическият интернационал, Либералният интернационал и Международния демократичен съюз са базирани в Лондон. Някои държавни администрации (например на Хонконг) поставят извън закона формалните връзки между местните и чуждестранните политически организации, ефективно отхвърляйки по този начин международните политически партии.

## Критика
През 1903 г. руският политолог Мойсей Острогорски посочва, че партиите представлява пречка за доброто функциониране на демокрацията. Социологът Роберт Михелс отбелязва през 1919 г., че партиите са олигархични и личностни, но не и демократични.

### Партокрация
„Партокрация“ е неологизъм, използван за определяне на бюрокрацията на политическите партии. Според философа Густаво Буено, „партокрацията е систематично нарушаване на демокрацията. Всяка страна систематично напада другите.“. Също така, според антилибералната теория, както е формулирано от Гонсало Фернандес де ла Мора, „партокрацията е форма на управление, в която партийните олигархии поемат ефективен суверенитет.“.

Това е термин, използван за описване на система за управление, в която, въпреки че теоретично е демокрация, основните действащи и уникални лица в политическия пейзаж са големите политически партии. Така те се редуват последователно в управлението на една демократична система, ограничавайки възможностите ѝ, като хората изразяват истинските си намерения извън съществуващите партии.

## В България
Законът за политическите партии на република България урежда образуването, правата, задълженията, имуществата, прекратяването и други въпроси на политическите партии. Партиите са необходима съставка на демократичното общество и една от неговите характеристики. За постигане на своите политически цели те използват демократичните средства и методи. Законът за политическите партии определя случаите, в които не могат да се образуват партии: първо, когато дейността им е насочена против суверенитета или териториалната цялост на страната, против единството на народа, против правата и свободите на гражданите; второ, когато целите им противоречат на Конституцията и законите; трето, когато са образувани на верска или етническа основа или на разпалване на расова, национална, етническа или религиозна вражда; четвърто, когато проповядват фашистка идеология или се стремят да постигнат целите си чрез насилие или други недопустими от закона средства. Партии могат да образуват граждани, които имат избирателни права. Забранено е създаването на партийни организации в предприятия, учреждения и други подобни звена. Партиите се регистрират в съда.
Едно от най-съществените права на партиите е правото им да издигат кандидатури за народни представители и други изборни длъжности, да провеждат предизборна кампания, да организират събрания, митинги, манифестации и т. н. Всички партии имат равни права на участие в политическия живот. Държавата им съдейства при еднакви условия за решаване на техните въпроси по осъществяване на дейността им. Партиите могат да имат свои печатни издания и да извършват издателска дейност. Прекратяването на съществуването на дадена партия става при следните предпоставки: при сливане или вливане в друга партия; при разделяне на две или повече партии; при саморазпускане; при разпускане по решение на съда. Такова решение съдът взема, когато дейността на партията нарушава Конституцията и законите и преди всичко Закона за политическите партии. Към 31 декември 2005 в България са регистрирани 357 политически партии., а към август 2021 в регистъра на Софийски градски съд са записани 132 политически партии.